# Rusi Gochev
Rusi Gochev (né le 9 mars 1958 à Bourgas en Bulgarie) est un joueur de football international bulgare, qui évoluait en tant qu'attaquant.
Durant sa carrière de club, Gochev joue pour le club du Chernomorets Burgas, et le Levski Sofia en Bulgarie, ainsi que le LASK Linz en Autriche. Il joue également 43 matchs avec l'équipe de Bulgarie, et inscrit 8 buts.